# Lupettiana levii
Lupettiana levii är en spindelart som beskrevs av Antonio D. Brescovit 1999. Lupettiana levii ingår i släktet Lupettiana och familjen spökspindlar. Inga underarter finns listade i Catalogue of Life.